# Sampigny
Sampigny é uma comuna francesa na região administrativa de Grande Leste, no departamento de Meuse. Estende-se por uma área de 20,53 km². Em 2010 a comuna tinha 704 habitantes (densidade: 34,3 hab./km²).